# بوریم کوکلی
بوریم کوکلی (آلبانیایی: Burim Kukeli؛ زادهٔ ۱۶ ژانویهٔ ۱۹۸۴) بازیکن سابق و مربی فوتبال اهل آلبانی است.
از باشگاه‌هایی که در آن بازی کرده‌است می‌توان به باشگاه فوتبال لوتسرن، باشگاه فوتبال سیون، و باشگاه فوتبال زوریخ اشاره کرد.
وی همچنین در تیم ملی فوتبال آلبانی بازی کرده‌است.